# Carles Frígola i Pallavicino
Carles Frígola i Pallavicino (València, 1848 - Madrid, 1915) fou un periodista i polític valencià, nomenat primer baró del Castell de Xirell el 1875. Era fill de Pasqual Frígola i Ahis. Es traslladà amb el seu pare a Madrid, on va fer de periodista i es casà amb Patrocinio Muguiro. Milità en la fracció silvelista del Partit Liberal Conservador, amb el qual fou regidor a l'ajuntament de Madrid i diputat per València a les Corts Espanyoles el 1891 i el 1898. Va muntar granges i experimentà rotacions de conreus a les seves terres, i fou nomenat Director General d'Agricultura. El 1900 fou nomenat senador vitalici i vicepresident del Senat d'Espanya a proposta de Silvela.